# Stefánia Moldován
Stefánia Moldován (* 24. August 1931 in Șieu-Odorhei, Rumänien; † 12. April 2012 in Budapest, Ungarn) war eine rumänisch-ungarische Opernsängerin (Sopran).

## Leben
Moldován wurde im rumänischen Siebenbürgen geboren; ihr Vater war armenischer Herkunft. 1944 zog ihre Familie nach Ungarn.
Moldován studierte von 1948 bis 1953 Gesang an der Franz-Liszt-Musikakademie in Budapest als Schülerin von Jenö Sipos. Ihre Sängerlaufbahn begann als Choristin. Ihr Bühnendebüt als Opernsängerin gab sie 1954 am Opernhaus von Szeged als Mimì in La Bohème. Von 1954 bis 1961 war sie festes Ensemblemitglied am Opernhaus Szeged. 1961 wurde sie an die Nationaloper Budapest engagiert, deren festes Ensemblemitglied sie über 25 Jahre bis zu ihrer Pensionierung blieb.
Moldován sang dort hauptsächlich das jugendlich-dramatische Sopran-Fach; Schwerpunkte ihres Repertoires waren die Frauenrollen in den Opern von Giuseppe Verdi und Giacomo Puccini. Zu ihren Bühnenrollen gehörten Leonora in Il trovatore, Amelia in Un ballo in maschera, Desdemona in Otello (an der Seite von József Simándy), die Titelrollen in Manon Lescaut und Tosca sowie Minnie in La fanciulla del West. Moldován sang, in ungarischer Sprache, auch Partien des deutschen Opernfachs: Leonore in Fidelio, Agathe in Der Freischütz und Senta in Der Fliegende Holländer. Weitere Rollen waren Donna Elvira in Don Giovanni und Melinda in der Oper Bánk bán von Ferenc Erkel.
Im Oktober 1964 wirkte sie an der Staatsoper Budapest in der Uraufführung der Oper Bluthochzeit von Sándor Szokolay mit.
Moldován gastierte unter anderem am Bolschoi-Theater, in Leningrad, Prag, Warschau, Brünn und, im deutschen Sprachraum, an der Staatsoper Berlin und an der Komischen Oper Berlin.
Moldován lebte zuletzt in Budapest in einem Alten- und Pflegeheim für Künstler.